# ۱۲ (عدد)
۱۲ یک عدد طبیعی است که پس از ۱۱ و پیش از ۱۳ است. دوازده یک عدد برتر بسیار مرکب است، که قابل تقسیم به ۲، ۳، ۴ و ۶ است.

## در ریاضی

مکعب دارای ۱۲ یال است.

### فهرست محاسبات عمومی
| ضرب    | ۱  | ۲  | ۳  | ۴  | ۵  | ۶  | ۷  | ۸  | ۹   | ۱۰  |  | ۱۱  | ۱۲  | ۱۳  | ۱۴  | ۱۵  | ۱۶  | ۱۷  | ۱۸  | ۱۹  | ۲۰  |  | ۲۱  | ۲۲  | ۲۳  | ۲۴  | ۲۵  |  | ۵۰  | ۱۰۰  | ۱۰۰۰  |
| ------ | -- | -- | -- | -- | -- | -- | -- | -- | --- | --- |  | --- | --- | --- | --- | --- | --- | --- | --- | --- | --- |  | --- | --- | --- | --- | --- |  | --- | ---- | ----- |
| ۱۲ × x | ۱۲ | ۲۴ | ۳۶ | ۴۸ | ۶۰ | ۷۲ | ۸۴ | ۹۶ | ۱۰۸ | ۱۲۰ |  | ۱۳۲ | ۱۴۴ | ۱۵۶ | ۱۶۸ | ۱۸۰ | ۱۹۲ | ۲۰۴ | ۲۱۶ | ۲۲۸ | ۲۴۰ |  | ۲۵۲ | ۲۶۴ | ۲۷۶ | ۲۸۸ | ۳۰۰ |  | ۶۰۰ | ۱۲۰۰ | ۱۲۰۰۰ |

| تقسیم  | ۱     | ۲    | ۳    | ۴   | ۵     | ۶   | ۷        | ۸   | ۹    | ۱۰   |  | ۱۱    | ۱۲ | ۱۳       | ۱۴       | ۱۵   | ۱۶   |
| ------ | ----- | ---- | ---- | --- | ----- | --- | -------- | --- | ---- | ---- |  | ----- | -- | -------- | -------- | ---- | ---- |
| ۱۲ ÷ x | ۱۲    | ۶    | ۴    | ۳   | ۲٫۴   | ۲   | 1.۷۱۴۲۸۵ | ۱٫۵ | 1.۳  | ۱٫۲  |  | 1.۰۹  | ۱  | 0.۹۲۳۰۷۶ | 0.۸۵۷۱۴۲ | ۰٫۸  | ۰٫۷۵ |
| x ÷ ۱۲ | 0.08۳ | 0.1۶ | ۰٫۲۵ | 0.۳ | 0.41۶ | ۰٫۵ | 0.58۳    | 0.۶ | ۰٫۷۵ | 0.8۳ |  | 0.91۶ | ۱  | 1.08۳    | 1.1۶     | ۱٫۲۵ | 1.۳  |

| به توان رساندن | ۱  | ۲    | ۳      | ۴        | ۵         | ۶          | ۷           | ۸           | ۹            | ۱۰            |  | ۱۱            | ۱۲            | ۱۳              |
| -------------- | -- | ---- | ------ | -------- | --------- | ---------- | ----------- | ----------- | ------------ | ------------- |  | ------------- | ------------- | --------------- |
| 12x            | ۱۲ | ۱۴۴  | ۱۷۲۸   | ۲۰۷۳۶    | ۲۴۸۸۳۲    | ۲۹۸۵۹۸۴    | ۳۵۸۳۱۸۰۸    | ۴۲۹۹۸۱۶۹۶   | ۵۱۵۹۷۸۰۳۵۲   | ۶۱۹۱۷۳۶۴۲۲۴   |  | ۷۴۳۰۰۸۳۷۰۶۸۸  | ۸۹۱۶۱۰۰۴۴۸۲۵۶ | ۱۰۶۹۹۳۲۰۵۳۷۹۰۷۲ |
| x12            | ۱  | ۴۰۹۶ | ۵۳۱۴۴۱ | ۱۶۷۷۷۲۱۶ | ۲۴۴۱۴۰۶۲۵ | ۲۱۷۶۷۸۲۳۳۶ | ۱۳۸۴۱۲۸۷۲۰۱ | ۶۸۷۱۹۴۷۶۷۳۶ | ۲۸۲۴۲۹۵۳۶۴۸۱ | ۱۰۰۰۰۰۰۰۰۰۰۰۰ |  | ۳۱۳۸۴۲۸۳۷۶۷۲۱ | ۸۹۱۶۱۰۰۴۴۸۲۵۶ | ۲۳۲۹۸۰۸۵۱۲۲۴۸۱  |

## در سیستم‌های عددی دنیا
| V20 | Z1 | Z1 |

| V20 | Z1 | Z1 |

## در علم
- اصلی‌ترین ساختار بشریت DNA که ۱۲ جفت باز در هر دور مارپیچ آن وجود دارد و این نقطه، نقطه‌ای است که بشریت را به وجود آورده‌است…
- ۱۲ چاکرای اصلی بدن انسان نیز از این عدد پیروی می‌کند
- عدد اتمی منیزیم در جدول تناوبی.
- بدن شامل ۱۲ جفت دنده است.
- بدن انسان دارای دوازده اعصاب جمجمه است.
- به اثنی عشر (از لاتین  duodecim،  "دوازده") بخش اول از روده کوچک است، که حدود دوازده اینچ (سانتی‌متر ۳۰) است.
- نیروی ۱۲ در  مقیاس بیوفورت نیروی باد منطبق با حداکثر سرعت باد از طوفان.

### ستاره‌شناسی
در کهکشان ۱۲ صورت فلکی وجود دارد و دور سال‌ها بر اساس نظر حکمای ترکستان دوازده سال به شرح زیر است: موش، گاو، پلنگ، خرگوش، نهنگ، مار، اسب، گوسفند، میمون، مرغ، سگ و خوک

## در دین و اسطوره‌شناسی

### دین اسلام و مسیحیت
تعداد یاران عیسی مسیح ۱۲ نفر و تعداد امامان یکی از مذاهب شیعه ۱۲ نفر است. کعبه ۱۲ یال و صلیب ۱۲ ضلع دارد.

### دین یهود
- ۱۲ قبیله عبرانی (۱۲ سبط اسرائیل)

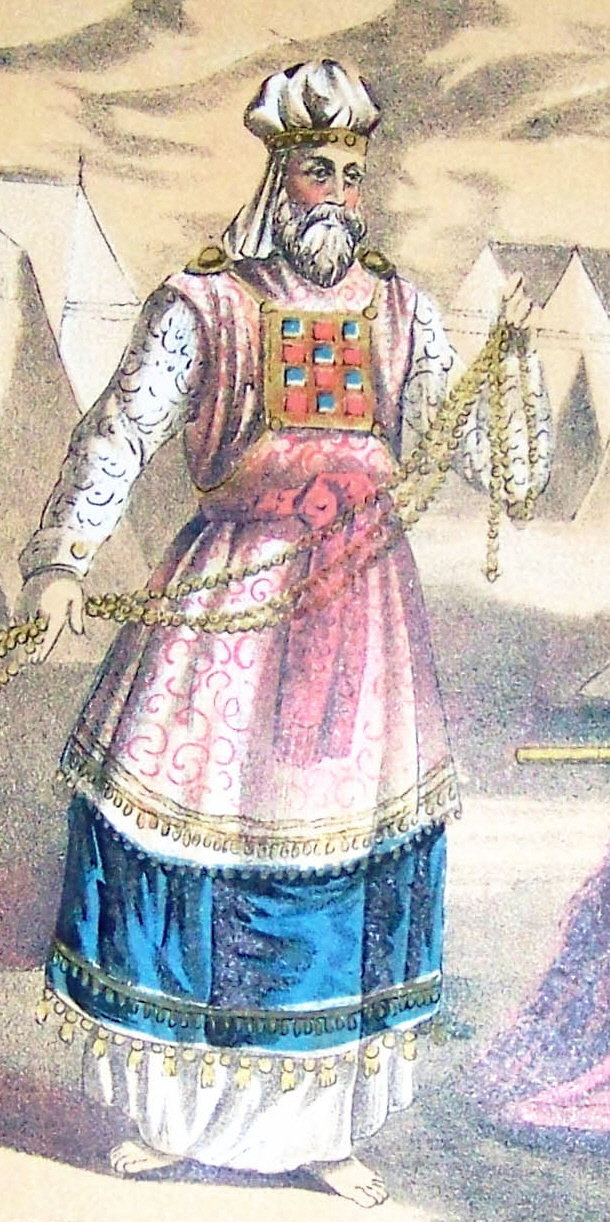
۱۲ سنگی که روی لباسی که روحانیون اعظم عبرانی اهل کنعان می‌پوشیدند

- ۱۲ سنگی که روی لباسی که روحانیون اعظم عبرانی اهل کنعان می‌پوشیدند
- در اورشلیم جدید ۱۲ دروازه که شامل ۱۲ مروارید است، با ۱۲ فرشته در دروازه‌ها و روی دروازه‌ها نام ۱۲ سبط اسرائیل نوشته شده‌است (چهار عدد در ضلع شمالی، چهار عدد در ضلع جنوبی، دو عدد در ضلع غربی، دو عدد در ضلع شرقی)

دروازه‌های اورشلیم قدیم

- ابعاد آسمانی اورشلیم = ۱۲۰۰۰ و یک ۱۲ پایه ۰٫۱۲ در و تعداد کسانی که = ۱۴۴٫۰۰۰ = ۱۲ × ۱۲ × ۱۰۰۰ مهر و موم شدند
- در باب ۱۲، زن تاجی با ۱۲ ستاره بر سرش دارد.
- در اورشلیم جدید درخت حیات ۱۲ محصول میوه را تولید خواهد کرد و هر محصول برای هر ماه (۲۲: ۲) که نشاندهنده پُری و حیات جاودانی برای قوم خدا می‌باشد.
- تعداد چشمه‌هایی که نبی موسی برای شرب قومش به وجود آورد ۱۲ چشمه بود
- دوازده اساس و بنیاد
- یعقوب ۱۲ فرزند داشت.
- زمانی که موسی چوب خود را به سنگ زد ۱۲ چشمه جوشان باز شد تا قبایل بنی‌اسرائیل از آن بنوشند.
- به نقل تورات ۱۲ امیر در فرزندان اسماعیل خواهد بود.
- آموزگاران یا فریستگان بالاترین ردهٔ دین مانوی بودند و در هرزمان بیش از ۱۲ نفر نمی‌شدند.
- دوازده سنگ گرانبها ۱۲ قبیله عبرانی روی تاج سلطنتی بریتانیا
- دیوار شهر ۱۴۴ متر مکعب است که ۱۲×۱۲ است.

### دین مسیحیت
در مسیحیت تعداد حواریون مسیح ۱۲ نفر است.

### اسطوره‌ها

گل لوتوس از خوش‌یمن‌ترین نقشینه‌های مصری و هندی و ایرانی است که دارای ۱۲ گلبرگ می‌باشد

در ایران و هند باستان، تعداد سال‌های جهان در آفرینش، ۱۲۰۰۰ سال انگاشته شده‌است. تعداد ماه هاس سال هم بر همین اساس (به ازای هر ۱۰۰۰ سال، یک ماه) دوازده ماه است. شاید در راستای همین باورها بوده که اکنون در ابتدای سال شمسی، ایرانیان ۱۲ روز و در ادامه، روز سیزدهم فروردین را تعطیل هستند.
دوازده حلقه مظهر طناب مسامی است که مصریان بکار می‌بردند
- گل لوتوس از خوش‌یمن‌ترین نقشینه‌های مصری و هندی و ایرانی است که دارای ۱۲ گلبرگ می‌باشد.

آن‌گونه که از روایات و تاریخ گذشته استفاده می‌شود، کعبه تاکنون ۱۲ بار تجدید بنا شده‌است.
- ۱ـ نخست توسط فرشتگان و جبرئیل پیش از آدم
- ۲ـ توسط آدم
- ۳ـ توسط شیث فرزند آدم، سپس در طوفان نوح خراب شد.
- ۴ـ تجدید بنای آن توسط ابراهیم
- ۵ـ به وسیله قبیله جُرهُم تعمیر شد.
- ۶ـ دولت عمالقه آن را تعمیر کردند.
- ۷ـ به وسیله قُصی بن کلاب جد چهارم پیامبر پس از آن که سیل آن را خراب کرد، تعمیر شد.
- ۸ـ توسط قریش پیش از بعثت و در عصر جاهلیت زمانی که بر سر نصب حجرالاسود نزاع شد و محمد آن را حل کرد.
- ۹ـ تعمیر آن در عصر خلافت عمر و عثمان
- ۱۰ـ بنای آن توسط عبدالله بن زبیر
- ۱۱ـ در عصر عبدالملک مروان که حجاج بن یوسف آن را خراب کرد و سپس ساخته شد.
- ۱۲ـ پس از تهاجم قرامطه و ربودن حجرالاسود در سال ۳۳۹ هجری
- لوح زمرد تعداد ۱۲تکه در نقاط مختلف جهان پخش شده‌است.
- تعداد اهرام مصر به ۱۳۸ عدد می‌باشد که جمع اعداد آن‌ها ۱۲می‌شود
- اصحاب کهف طبق روایات ۳۰۹سال به خواب رفتند که جمع اعداد ۱۲می‌شود، همچنین رهبری مهدی پس از ظهور بر زمین ۳۰۹سال می‌باشد.
- دوازدهمین و آخرین امام مهدی است که متولد سال ۲۵۵ ه‍.ق یعنی جمع اعداد آن‌ها ۱۲ می‌شود دوازدهمین امام شیعیان می‌باشد.

## زمان
- ۱۲ ساعت در روز و ۱۲ ساعت در شب که تکمیل ۲۴ ساعت شبانه روز را می‌دهند تا انسان‌ها به سادگی در این طبیعت زیست کنند.
- سال در اکثر کشورها به ۱۲ ماه تقسیم می‌شود
- ۱۲ ساعت بازه زمانی میان دو برکشند و فروکشند پیاپی جر و مد

## در ورزش
در بولینگ ده پین، ۱۲ تعداد تشویق‌کننده مورد نیاز برای یک بازی کامل است.
در پیچش یا حلقه زنی، خانه با ۱۲ فوت قطر نیاز دارد.
در کریکت، یکی دیگر از ورزش با یازده بازیکن و یک نفر ذخیره که ۱۲ نفر می‌شوند بازی می‌کند.

## در تکنولوژی
- تعداد کلیدهای تابع در اکثر صفحه کلید کامپیوتر (F1 تا F12)
- تعداد کلید در هر تلفن دیجیتال استاندارد (۱ تا ۹، ۰، * و #)

## در هنر

### موسیقی
- موسیقی صدایی است که در اطراف ما شنیده می‌شود که تمامی این اصوات به ۱۲ مقام تشکیل می‌شود. این اصوات تنها اصواتی است که به گوش ما می‌رسد.
- ۱۲ تعداد تقسیمات یک اکتاو است.
- دوازدهم فاصله یک اکتاو و یک پنجم است.
- تکنیک دوازده تن (همچنین dodecaphony) یک روش ترکیب موسیقی که آرنولد شوئنبرگ ابداع کرده‌است.

### نقاشی
دوازده رنگ اساسی در چرخ رنگ وجود دارد؛ ۳ رنگ اصلی (قرمز، زرد، آبی)، ۳ رنگ‌های ثانویه (نارنجی، سبز و بنفش) و ۶ رنگ سوم (که واسطه بین رنگ رنگ‌های اصلی و رنگ‌های ثانویه هستند).

## موضوعات دیگر

پرچم اتحادیه اروپا ۱۲ کشور را در خود جای داده‌است.

- ۱۲ اونس تروی در یک پوند تروی وجود دارد (مورد استفاده برای فلزات گران‌بها)
- در سیستم سابق ارز بریتانیا، در یک شیلینگ دوازده پنس وجود دارد.
- در اساطیر یونانی، تعداد کارگر هراکلس از ده تا دوازده را افزایش یافته‌است.
- دوازده جدول قانون اساسی باستانی روم بود.
- در ایالات متحده، دوازده نفر منسوب به هیئت منصفه برای محاکمات جنایی حضور دارند
- ایالات متحده آمریکا به دوازده ولسوالی فدرال رزرو (بوستون، نیویورک، فیلادلفیا، کلیولند، ریچموند، آتلانتا، شیکاگو، سنت لوئیس، مینیاپولیس، کانزاس سیتی، دالاس و سان فرانسیسکو) تقسیم می‌شوند.
- ۱۲ اینچ در یک پا.